# Molen O-N
Molen O-N of Ooster-N is een van de poldermolens van de Zijpe- en Hazepolder en staat in het Noord-Hollandse dorp Schagerbrug. De molen is gebouwd in omstreeks 1740 en voorzien van een ijzeren scheprad.
De molen was tot 1962 in- en uitmaler van afdeling 'Ooster-N' van de polder. In dat jaar werd ter vervanging een elektrisch vijzelgemaal gebouwd.
In 1967 werd de Ooster-N overgenomen door Ingwersen uit Amsterdam die hem in de periode van 1970-1976, samen met zijn zoons Kees en Bernhard en Peter Brouwer, grotendeels eigenhandig restaureerde. Brouwer was tekenaar bij Ingwersen. Na de restauratie werd hij bewoner en molenaar van 1972 tot ca. 1986.
Na het overlijden van de heer Ingwersen kwam de molen in bezit van Stichting Zijpermolens. In 1990 werd de molen weer volledig gerestaureerd. 
Als de molen draait is hij in de regel ook te bezoeken.
Zijpe Molen D ·
Molen F ·
Molen L-Q ·
Molen N-G ·
Molen N-M ·
Molen O-N ·
Molen O-T ·
Molen P ·
Molen P-V ·
Molen Zuider-G

Stichting Zijpermolens